# Altfranzösisches Wörterbuch
Das Altfranzösische Wörterbuch (auch Tobler-Lommatzsch oder TL) ist das größte aus den Quellen gearbeitete Wörterbuch des Altfranzösischen. Sein analytischer Untertitel lautet: Adolf Toblers nachgelassene Materialien, bearbeitet und herausgegeben von Erhard Lommatzsch, weitergeführt von Hans Helmut Christmann, unterstützt von Franz Lebsanft, vollendet von Richard Baum und Willi Hirdt, unter Mitwirkung von Brigitte Frey und Jutta Robens. Das Wörterbuch erschien in 12 Bänden von 1915 bis 2018. Verlegt wird es im Franz Steiner Verlag, Stuttgart. 
Es existiert eine CD-ROM-Ausgabe: Altfranzösisches Wörterbuch. Edition électronique conçue et réalisée par Peter Blumenthal et Achim Stein. Franz Steiner Verlag, Stuttgart 2002, ISBN 3-515-08167-4.

## Übersicht über das Erscheinen
- Band 1: A–B (8 Lieferungen 1915–1925)
- Band 2: C–D (10 Lieferungen 1926–1936)
- Band 3: E–F (13 Lieferungen: 6,1937–1943; 7,1951–1954)
- Band 4: G–J (10 Lieferungen 1955–1960)
- Band 5: K–mezre (9 Lieferungen 1960–1963)
- Band 6: miozvale–O (8 Lieferungen 1964–1965)
- Band 7: P (11 Lieferungen 1966–1968)
- Band 8: Q–R (8 Lieferungen 1969–1971)
- Band 9: S (6 Lieferungen 1971–1973)
- Band 10: T (4 Lieferungen 1974–1976)
- Band 11: U–Z (5 Lieferungen: 88,1989; 89,1991; 90,1993; 91,1996; 92,2002)
- Band 12: Gesamtliteraturverzeichnis. Geschichte des Wörterbuchs (2 Lieferungen 93, 2008; 94, 2018)